# Tromatobia lineata
Tromatobia lineata är en stekelart som först beskrevs av Thomas Vernon Wollaston 1858.  Tromatobia lineata ingår i släktet Tromatobia och familjen brokparasitsteklar. Inga underarter finns listade i Catalogue of Life.